# Quentin Jauregui
Pour les articles homonymes, voir Jauregui.
Quentin Jauregui, né le 22 avril 1994 à Cambrai, est un coureur cycliste français. Spécialiste du cyclo-cross, il a été champion de France juniors et troisième du championnat du monde juniors en 2012.

## Biographie

### Jeunesse et carrière amateur
Né le 22 avril 1994 à Cambrai, Quentin Jauregui est le fils de José Jauregui, cycliste dans les années 1980 et 1990 et vainqueur du Challenge national de cyclo-cross espoirs en 1989. Il  fait ses débuts en cyclisme à l'Union cycliste Troisvilles-Inchy-Beaumont,, à 5 ans. Il reste dans ce club jusqu'à sa première année en catégorie minimes. L'année suivante, il rejoint le Team cycling Caudry, où il passe deux ans. En cadet deuxième année, il court pour le Cyclo-club de Nogent-sur-Oise. Il remporte deux manches du Challenge la France cycliste de cyclo-cross, le champion de Picardie de cyclo-cross mais échoue au championnat de France de cette discipline à cause d'un bris de pédale dans le dernier tour.
Passé en catégorie junior, il est engagé en octobre 2010 par le Vélo-Club La Pomme Marseille,, qui dispose d'une équipe junior en cyclo-cross alors qu'il était seul dans cette catégorie à Nogent. Dans son nouveau club, il rencontre Lionel Lahoune, qui devient son entraîneur.
Il commence la saison 2010-2011 de cyclo-cross en remportant les premières manches du Trophée Gazet van Antwerpen à Namur, et du Challenge la France cycliste de cyclo-cross juniors, à Saverne. Il est à nouveau malchanceux au championnat de France, où se sont cette fois deux crevaisons dans le dernier tour qui le retardent alors qu'il est en tête, permettant à Fabien Doubey de le dépasser. Il prend la troisième place du championnat d'Europe de cyclo-cross juniors. À la fin de cet hiver, il est cinquième de la coupe du monde et septième du Challenge national.

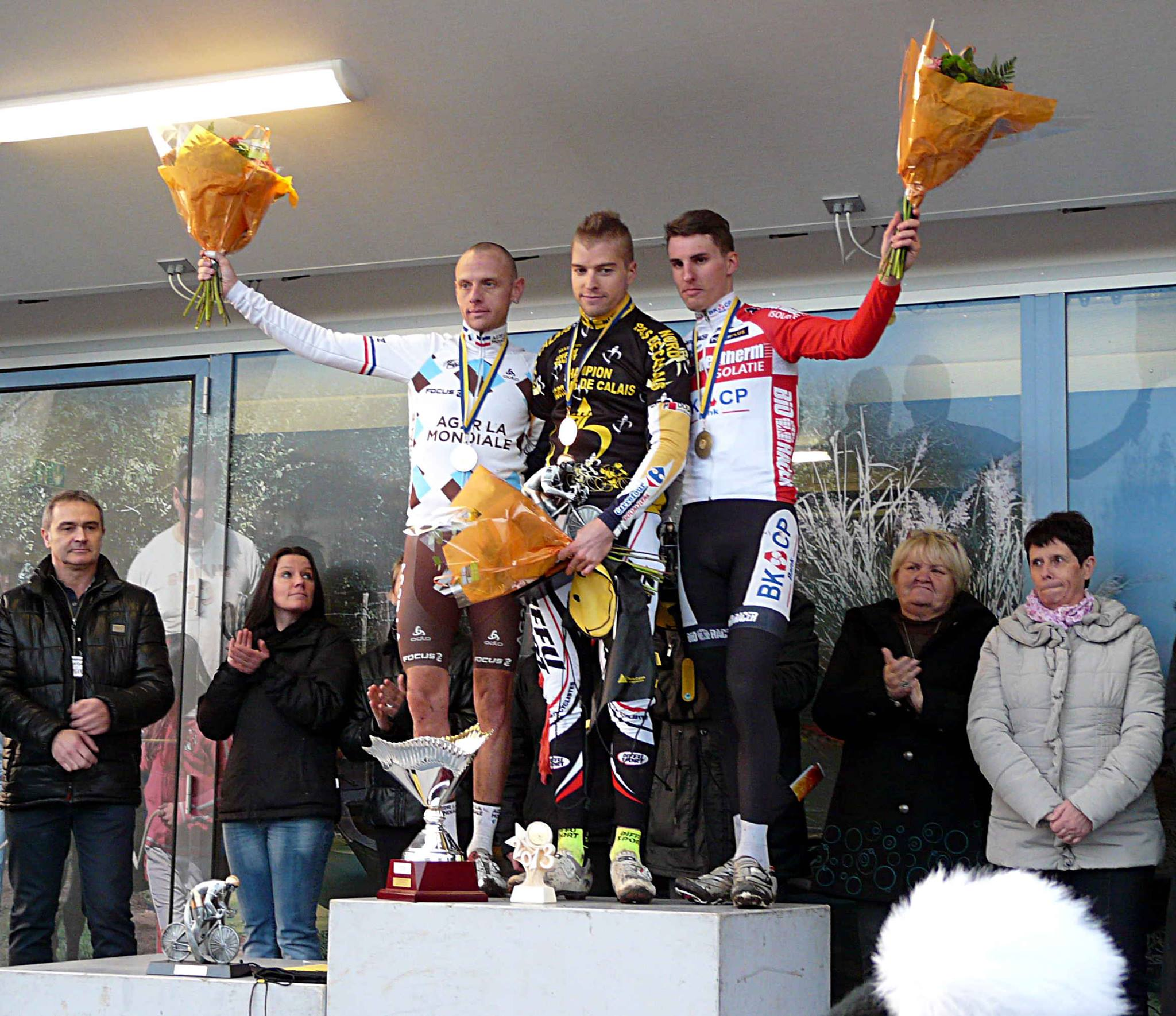
Podium élite du championnat régional du Nord-Pas-de-Calais de cyclo-cross de 2013.

Au printemps, il est insatisfait du suivi des jeunes par le VC La Pomme et retourne en Belgique où réside son père. Il court en Belgique où ses performances sont remarquées par les équipes Sunweb-Revor et BKCP. En octobre 2011, Quentin Jauregui est recruté par Boxx-BKCP, réserve de l'équipe continentale BKCP. Durant la saison 2011-2012, il gagne le championnat de France de cyclo-cross juniors. Il est sixième du Challenge national, dont il remporte le troisième manche, termine deuxième du championnat d'Europe juniors, troisième du championnat du monde juniors à Coxyde, en Belgique, et deuxième de la coupe du monde juniors derrière Mathieu van der Poel.
Durant la saison 2012 sur route, il remporte notamment une étape et le classement général du Grand Prix Général Patton, manche de la Coupe des Nations juniors, et une étape de Liège-La Gleize, qu'il termine à la cinquième place. Il obtient des places d'honneur lors d'autres courses internationales junior : troisième du Tour du Valromey, sixième du Grand Prix Rüebliland et du Regio Tour. Fin décembre, il se fracture une clavicule en tombant lors du cyclo-cross de Diegem, et doit renoncer aux championnats de France et du monde de la discipline,.
En mai 2013, Jauregui est intégré à l'effectif de BKCP-Powerplus. Il obtient notamment deux victoires sur des épreuves amateurs, la 93e place du championnat de France sur route avec les professionnels ou encore la quatrième place de la kermesse professionnelle d'Houthalen-Helchteren. Il est recruté par la formation World Tour Argos-Shimano en tant que stagiaire à partir du premier août, où il retrouve les Français Thomas Damuseau, Thierry Hupond, Matthieu Sprick et Warren Barguil. Ce stage le convainc de s'orienter vers la route, et de continuer le cyclo-cross « pour le plaisir ».

### Carrière professionnelle
À l'issue de son stage chez Argos-Shimano, Quentin Jauregui s'engage avec l'équipe continentale Roubaix Lille Métropole, au sein de laquelle il devient professionnel en 2014. Revenant ainsi en France, il espère retrouver une place en équipe nationale. Avec Roubaix Lille Métropole, il est notamment troisième de la Polynormande et septième du Tour du Finistère. Sélectionné en équipe de France espoirs, il gagne la première étape du Rhône-Alpes Isère Tour, sa première victoire professionnelle, et dispute notamment le Tour de l'Avenir et le championnat du monde sur route espoirs. 
En août 2014, il signe un contrat de deux ans dans l'équipe cycliste AG2R La Mondiale, qu'il intègre en janvier 2015. 

#### Saison 2015
Son début de saison est perturbé par une tendinite, n'épinglant son premier dossard que fin mars sur la Classic Loire-Atlantique, remportée par son coéquipier Alexis Gougeard. Reprenant la compétition, il enchaîne les abandons, 6 sur ses 7 premières courses, avant d’obtenir son premier résultat notable sur le Circuit de la Sarthe, 2e de la deuxième étape. Échappé dès les premiers kilomètres en compagnie de Thomas Voeckler et Anthony Roux, ce dernier les devancera sur la ligne. Le 12 avril, il prend part pour la première fois à Paris-Roubaix où il est le plus jeune coureur au départ. Il remporte le 3 mai le Grand Prix de la Somme. Deux semaines plus tard, il s'adjuge la 11e place du classement général du Tour de Picardie. Sur la deuxième étape de la Route du Sud, il lance son effort à 300 mètres de la ligne d'arrivée mais se fait coiffer sur la ligne par Bryan Coquard. En juillet, il décroche trois tops 15 sur le Tour d'Autriche, 8e du prologue et auteur de deux quatorzièmes places.

#### Saison 2016
En début d'année, il souffre à nouveau d'une tendinite, le privant du Tour d'Italie qui aurait été son premier grand tour. En mai, il remporte le classement du combiné du Tour de Picardie (12e également du général) puis le classement de la montagne de la Route du Sud en juin. Il est retenu pour participer à son premier Grand Tour, le Tour d'Espagne, en tant qu'équipier de Jean-Christophe Péraud et Pierre Latour, le terminant à la 95e place. À la suite d'un coup de bordure de l'équipe Direct Energie, il se retrouve échappé en compagnie de sept autres coureurs sur le Grand Prix d'Isbergues mais est repris à deux kilomètres de l'arrivée alors qu'il s'était isolé en tête en compagnie de Johan Le Bon et Vegard Breen.
En fin de saison 2016, son contrat est prolongé jusqu'à 2018. 
Le 4 mars 2017, il termine 12e des Strade Bianche avant de prendre part à son premier Tour d'Italie dans une équipe axée autour de Domenico Pozzovivo (6e du classement général). En fin de saison, il monte sur le podium du Tour du Doubs (3e).
Au sortir de son deuxième Giro, il est échappé sur la deuxième étape de la Route d'Occitanie 2018 puis sur Paris-Chauny où il termine 3e de la course. Il clôt sa saison sur le Tour de Vendée avec une 10e place.

## Palmarès sur route

### Par années
- 2012
  - Grand Prix Général Patton :
    - Classement général
    - 1re étape

  - 2ea (contre-la-montre par équipes) et 3e étapes de Liège-La Gleize
  - 3e du Tour du Pays d'Olliergues
  - 3e du Tour du Valromey
- 2014
  - 1re étape du Rhône-Alpes Isère Tour
  - 2e des Boucles de la Loire
  - 2e de Manche-Océan
  - 3e de la Polynormande
- 2015
  - Grand Prix de la Somme
- 2017
  - 3e du Tour du Doubs
- 2018
  - 3e de Paris-Chauny
- 2019
  - 2e des Boucles de l'Aulne
  - 3e de Paris-Camembert
- 2022
  - 2e étape de l'Alpes Isère Tour
- 2023
  - Grand Prix de Saint-Maximin
  - Grand Prix de Sin-le-Noble
  - Grand Prix de Saint-Aubert
  - Prix Souvenir René Huel
  - 2e du Souvenir JC Sant
- 2024
  -  Champion de France des sapeurs-pompiers
  - Grand Prix de Sin-le-Noble

### Résultats sur les grands tours

#### Tour d'Italie
2 participations 
- 2017 : 90e
- 2018 : 48e

#### Tour d'Espagne
3 participations
- 2016 : 95e
- 2019 : 81e
- 2020 : abandon (11e étape)

### Classements mondiaux
| Année                                 | 2014 | 2015 | 2016  | 2017 | 2018 | 2019 | 2020 | 2021 | 2022  |
| ------------------------------------- | ---- | ---- | ----- | ---- | ---- | ---- | ---- | ---- | ----- |
| UCI World Tour                        |      | nc   | nc    | 241e | 314e |      |      |      |       |
| Classement mondial                    |      |      | 1736e | 543e | 441e | 395e | 876e | nc   | 1569e |
| UCI Europe Tour                       | 217e |      | 1155e | 514e | 290e | 314e | 696e | nc   | 1052e |
|                                       |      |      |       |      |      |      |      |      |       |
| Légende : nc = non classéSource : UCI |      |      |       |      |      |      |      |      |       |

## Palmarès en cyclo-cross
- 2009-2010
  - Vainqueur du Challenge la France cycliste de cyclo-cross cadets
    - Challenge de la France cycliste 2, Besançon
    - Challenge de la France cycliste 3, Quelneuc

  - Champion de Picardie de cyclo-cross cadets
- 2010-2011
  - Challenge la France cycliste de cyclo-cross juniors  #1, Saverne
  - 2e du championnat de France de cyclo-cross juniors
  -  3e du championnat d'Europe de cyclo-cross juniors
- 2011-2012
  -  Champion de France de cyclo-cross juniors
  - Challenge la France cycliste de cyclo-cross juniors  #3, Besançon
  - 2e de la Coupe du monde juniors
  -  2e du championnat d'Europe de cyclo-cross juniors
  -  3e du championnat du monde de cyclo-cross juniors
- 2018-2019
  - Cyclo-cross de Beautor